# Heilig Hartbeeld (Huissen)
Het Heilig Hartbeeld is een standbeeld in de Nederlandse plaats Huissen, in de provincie Gelderland.

## Achtergrond
Het Heilig Hartbeeld is een Christus-Koningbeeld gemaakt door de Wageningse beeldhouwer August Falise. Het werd met een drukbezochte bijeenkomst op zondag 23 november 1930 onthuld in Huissen-Stad door burgemeester W. Helmich en ingewijd door pastoor Te Riele. Het beeld van Christus Koning is in 1972 verplaatst naar de Martelaren van Gorcumkerk in Huissen-Zand.

## Beschrijving
Het beeld toont "Christus met een zegenend gebaar neerdalend vanaf de treden van Zijn Koningstroon". Hij is gekleed in een lang gewaad en wijst met zijn linkerhand naar het Heilig Hart op zijn borst.
Aan de voorzijde van de sokkel is een mozaïek van Antoon Molkenboer aangebracht met de tekst: 

HUISSEN
AAN CHRISTUS